# Rosenwirth-Ziegelei
Rosenwirth-Ziegelei ist ein ehemaliger Ortsteil der oberbayerischen Stadt Ingolstadt.

## Geschichte
Die Einöde umfasste die erst nach 1847 erbaute Ziegelei der ursprünglich aus Marching stammenden Familie Rosenwirth. Am 16. Juli 1864 berichtete der Süddeutsche Geschäfts-Anzeiger, dass fünf Tage zuvor, in der Nacht des 11. Juli 1864 zwischen 22 und 23 Uhr, das Wohnhaus und der Stadel des Ziegeleibesitzers Ignaz Rosenwirth niedergebrannt seien.